# Buslijn 67 (Winsum-Hornhuizen)
Lijn 67 was een buslijn in de Nederlandse provincie Groningen, die reed tussen Hornhuizen en Winsum. Lijn 67 reed van 1 januari 1921 tot en met 12 december 2014.
Lijn 67 reed van het busstation bij het station in Winsum via de Borgweg en de N361 naar Mensingeweer, vanaf daar reed de lijn via de Eenrumerweg naar Eenrum vanaf waar de lijn via de Aagstweg naar Wehe-den Hoorn rijdt. Van Wehe-den Hoorn reed de lijn via Nijenklooster en Molenrij naar Kloosterburen. De lijn reed vervolgens via de Hoofdstraat in Kloosterburen, de Marneweg in Kruisweg en de Tammingastraat naar het eindpunt bij het Kerkje in Hornhuizen.

## Geschiedenis
Het eerste geregelde openbaar vervoer op deze route begon in 1880 met de omnibus van Hornhuizen naar Groningen. Een jaar later wordt ook Kloosterburen aangedaan door een omnibus.
De gemeente Kloosterburen was ontevreden over het feit dat de in 1922 geopende spoorlijn Winsum - Zoutkamp niet langs Kloosterburen werd aangelegd en er werd gebroed op een alternatief. Een commissie 'tot Instelling van een Autodienst', met leden uit de gemeente Kloosterburen wilde de bestaande omnibusdienst tussen Hornhuizen en Wehe vervangen door beter openbaar vervoer. De gemeente besloot in 1920 tegemoet te komen aan de commissie en schafte voor ƒ6000 een bus met plaats voor 8 personen aan. Vanaf 1 januari 1921 ging hij rijden op de route Hornhuizen - Kruisweg - Kloosterburen - Molenrij - Handwijzer - Wehe, eerst tot het paardentramstation, later naar het treinstation. Aanvankelijk liep deze busdienst matig, maar dat werd beter toen de lijn in maart 1921 doorgetrokken werd naar het treinstation in Winsum. In maart 1923 werd een tweede bus in gebruik gesteld, deze kon 18 mensen vervoeren. Vanaf dat moment werd er ook een dienst gereden op de stad Groningen. Kloosterburen exploiteerde met deze busdienst een van de eerste busdiensten in de streek.
In 1929 ging de busdienst met een tijdelijke subsidie van de gemeente over naar de Heren Blijham en Van der Veen uit Hornhuizen. In 1938 gingen zij samen met van Dijk en Flikkema en Nienhuis & Jager tot de Marnedienst om de verwachte vervoersstijging als gevolg van het opheffen van de Spoorlijn Winsum - Zoutkamp het hoofd te kunnen bieden. In 1954 werden alle aandelen van de Marnedienst overgenomen door de NS-dochteronderneming GADO te Hoogezand. De lijn werd tot 1967 gereden onder de Marnedienst, daarna werd de lijn onder de vlag van de GADO zelf geëxploiteerd. Medio jaren tachtig werd uit bezuinigingsoverwegingen het Integroproject gelanceerd. Het project hield in dat een deel van de bussen uit het Marnegebied niet verder zou gaan rijden dan het treinstation in Winsum waar overgestapt moest worden. Lijn 67 werd hierbij zwaar getroffen. Ondanks veel protesten werd het plan op 31 mei 1987 ingevoerd. Een groot deel van de bussen op lijn 67 reed toen na Winsum niet meer door naar Groningen. In de jaren 90 werd het aantal ritten dat door reed na Groningen nog verder verminderd. In 2000 reed nog maar een rit per dag door naar Groningen. In 1995 werden de zaterdag en zondag ritten van lijn 67 vervangen door lijntaxi 268.

Tussen 1995 en 2011 reed naast lijn 67 ook een sneldienst lijn 167. Deze lijn reed dezelfde route als lijn 67, maar dan niet via Eenrum. Sinds 1999 werd lijn 67 door Arriva gereden nadat zij de GADO overnam.

Tot 2002 reed lijn 167 nog door naar Groningen, alhoewel dat de laatste paar jaren nog maar een keer per dag was. Lijn 67 reed alleen nog maar tussen Winsum en Hornhuizen. Enkele ritten reden alleen tussen Hornhuizen en Wehe den Hoorn, waar men over kon stappen op lijn 65.

Sinds 2011 rijdt lijn 67 na het opheffen van lijn 167 ook in de tegenspitsrichting. Vanaf 13 december 2009 wordt de lijn gereden door Qbuzz die de concessie Groningen-Drenthe overnam van Arriva.
In juni 2014 besloot het OV-bureau Groningen Drenthe om lijn 67 per 14 december op te heffen. Hiermee kwam na bijna 94 jaar een einde aan deze lijn. Reizigers worden geacht in vervolg met lijn 68 te reizen die per 14 december vaker en met grote bussen wordt uitgevoerd.

## Dienstuitvoering
Lijn 67 reed op het laatst alleen nog op werkdagen buiten de vakanties. Op andere momenten konden reizigers met lijn 68 reizen.